# 瓦恩 (內布拉斯加州)
瓦恩（英語：Wann）是位於美國內布拉斯加州桑德斯縣的普查規定居民點。

## 歷史
瓦恩的郵局於1908年設立，其後於1950年停運。

## 人口
根據2020年美國人口普查的數據，瓦恩的面積為3.89平方千米，當中陸地面積為3.86平方千米，而水域面積為0.03平方千米。當地共有人口102人，而人口密度為每平方千米26.22人。